# Vadim Perelman
Vadim Perelman (en ucraniano: Вадим Перельман; nacido el 8 de septiembre de 1963 en Kiev) es un director de cine nacido en Ucrania, con nacionalidad estadounidense y canadiense.

## Carrera
Debutó como director de largometrajes en 2003 con Casa de arena y niebla, tras una carrera como director de comerciales. La película, nominada a tres premios de la Academia, supone también su primer crédito como guionista. Perelman se sintió atraído por la historia, y también se basó en su propia experiencia como inmigrante.
A partir de entonces, ha dirigido las películas The Life Before Her Eyes (2007), Yolki 5 (2016), Buy Me (2018) y Persian Lessons (2020). En 2022 anunció que se encontraba trabajando en un nuevo proyecto cinematográfico, titulado The Last Executioner.

## Filmografía

### Como director
- Casa de arena y niebla (2003)
- The Life Before Her Eyes (2007)
- Pepel (2013, 10 episodios)
- Yolki 5 (2016)
- Buy Me (2018)
- Persian Lessons (2020)
- Propavshaya (2021)